# Premio del Sindicato de Guionistas 1957
La 10.ª edición de los Premios del Sindicato de Guionistas de Estados Unidos otorgados a los mejores guionistas de cine y televisión de 1957. Los ganadores fueron anunciados en 1958.

## Nominados y ganadores[2]

### Cine
Los ganadores están listados primero y en negritas.
| Mejor Guion en Musical - Les Girls – John Patrick; argumento de Vera Caspary⭐ - Funny Face – Leonard Gershe - Pal Joey – Dorothy Kingsley; basado en la obra de John O'Hara - The Joker Is Wild – Oscar Saul; basado en el libro de Art Cohn - The Pajama Game – George Abbott y Richard Bissell; basado en la novela de Richard Bissell | Mejor Guion Dramático - 12 Angry Men – Reginald Rose⭐ - Heaven Knows, Mr. Allison – John Lee Mahin, and John Huston; basado en la novela de Charles Shaw - Paths of Glory – Stanley Kubrick, Calder Willingham, and Jim Thompson; baseado en la novela de Humphrey Cobb - Peyton Place – John Michael Hayes; basado en la novela de Grace Metalious - Sayonara – Paul Osborn; basado en la novela de James A. Michener |
| Mejor Guion de Comedia - Love in the Afternoon – Billy Wilder y I.A.L. Diamond; basado en la novela de Claude Anet⭐ - Designing Woman – George Wells; argumento de Helen Rose - D on't Go Near the Water – Dorothy Kingsley y George Wells; basado en la novela de William Brinkley - Operation Mad Ball – Arthur Carter, Jed Harris y Blake Edwards; basado en la obra de Arthur Carter - Will Success Spoil Rock Hunter? – Frank Tashlin; basado en la obra de George Axelrod | |

### Television
| Episodio Western - "Helen of Abajinian" – Have Gun - Will Travel (CBS) – Gene Roddenberry⭐ - "Ghostface" – Broken Arrow (ABC) – John Dunkel - "The Quick and the Dead – Maverick (ABC) – Douglas Heyes - End of a Gun – The 20th Century-Fox Hour (CBS) – Sam Peckinpah - "The Child" – The Restless Gun (NBC) – Herbert Little Jr., David Victor; argumento de John Payne |

### Premios Especiales
| Premio Laurel para el Logro de Guion en Cine | Premio Laurel para el Logro de Guion en Cine |
| -------------------------------------------- | -------------------------------------------- |
| John Lee Mahin                               |                                              |